# Kollergang

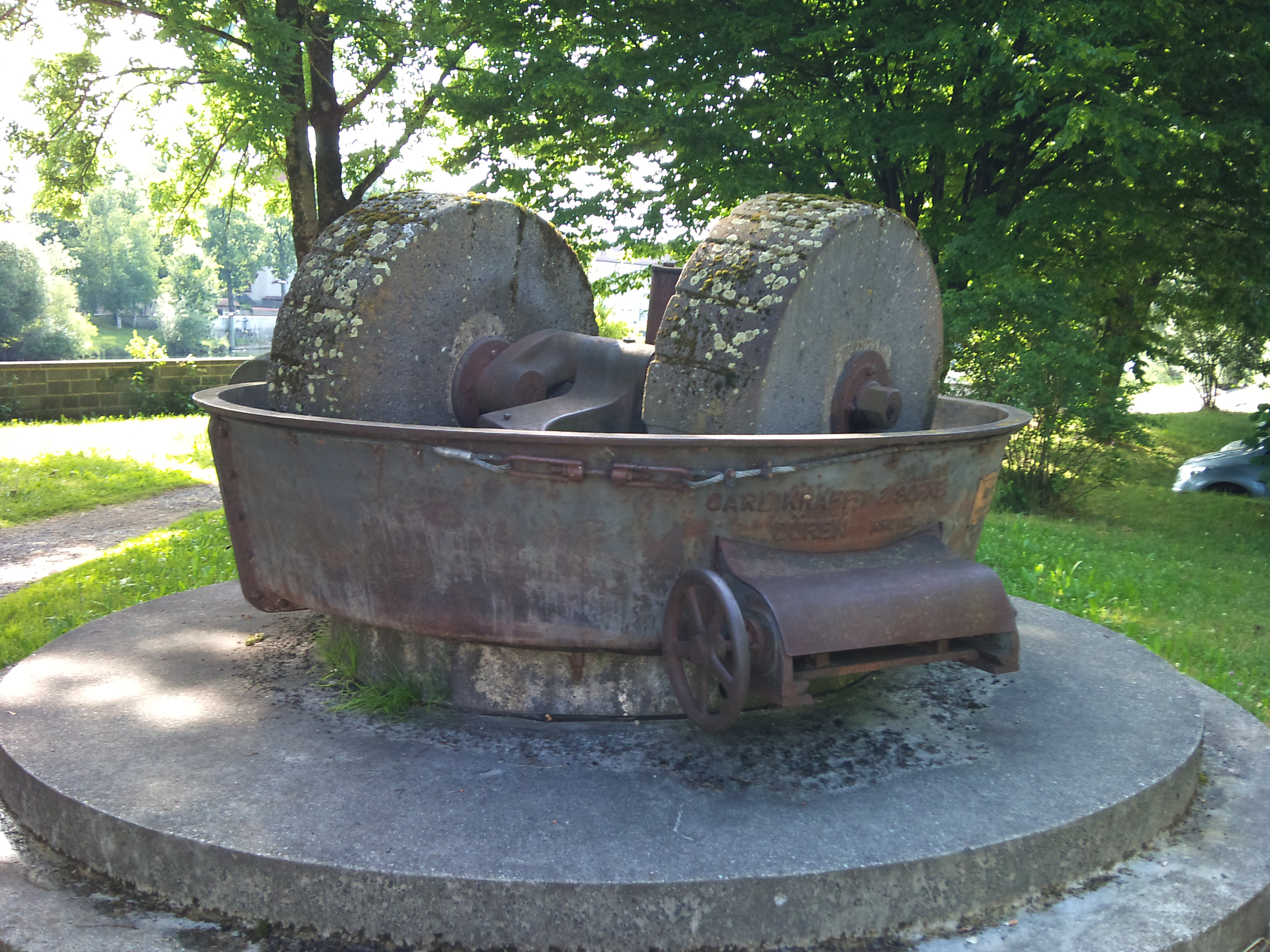
Kollergang zum Quetschen von Papier, Stroh und weiteren Materialien zur Gewinnung von Papierbrühe

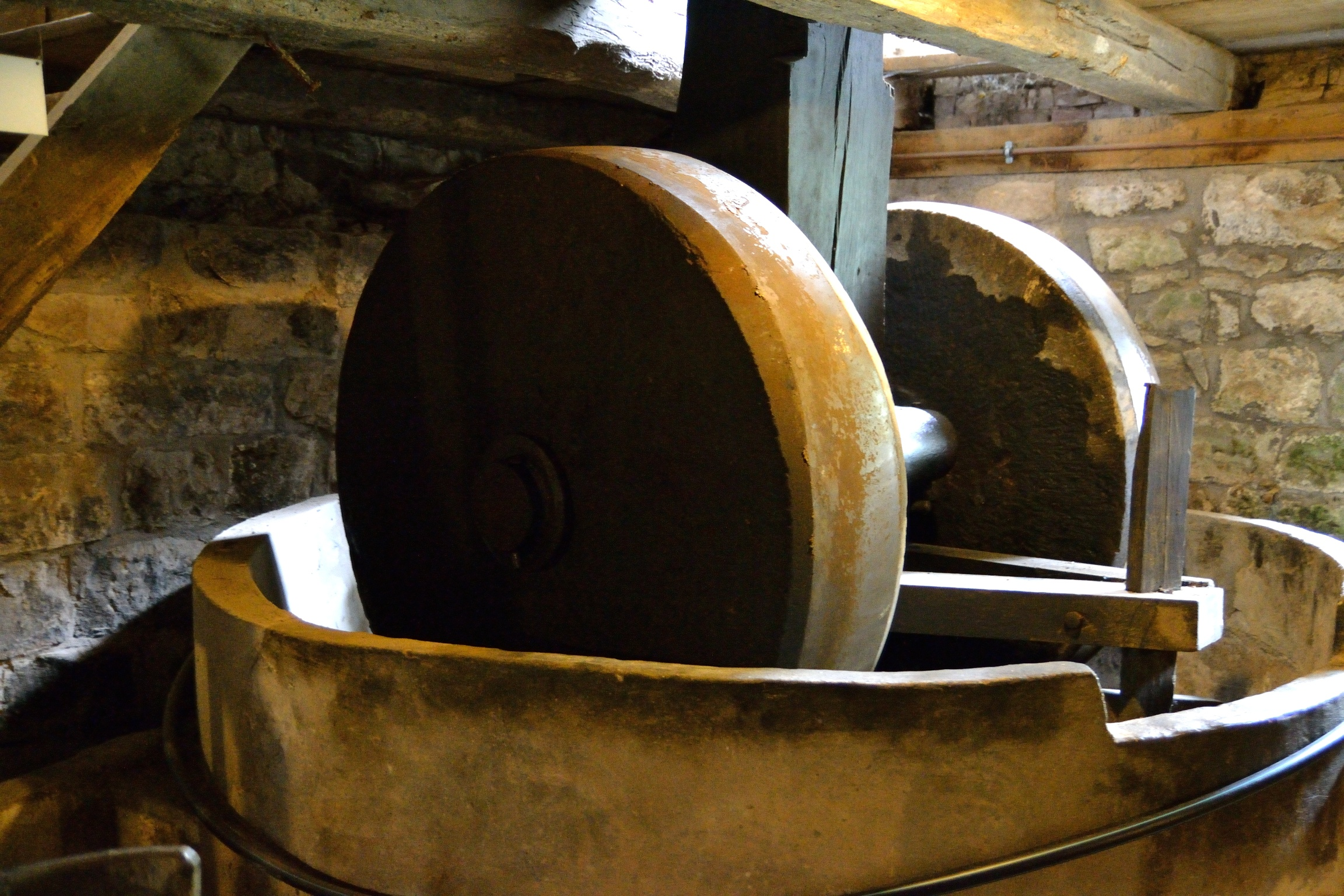
Kollergang in der Papiermühle Plöger, Schieder-Schwalenberg

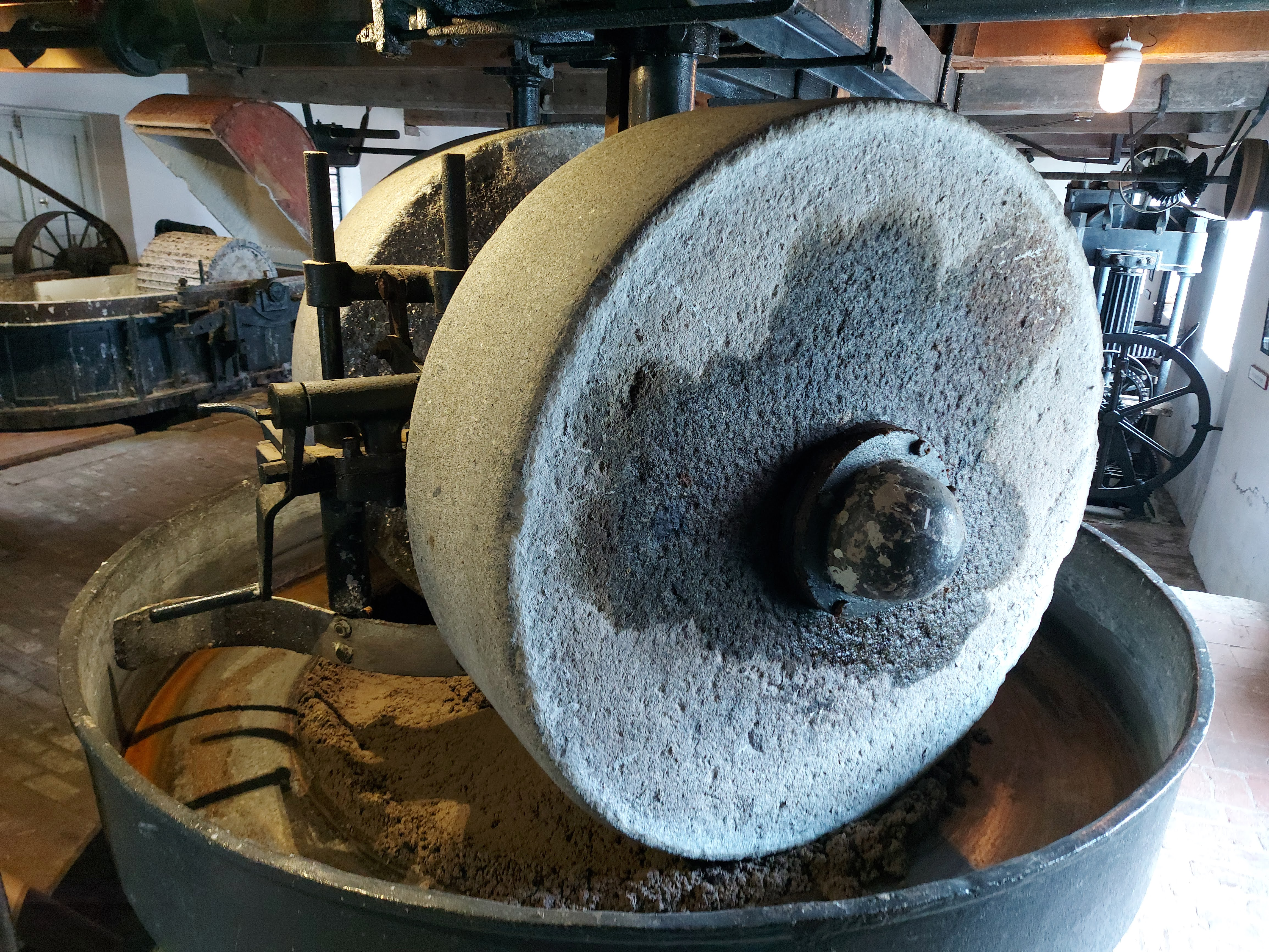
Herisemmolen, Belgien - Ehemalige Kartonfabriek Winderickx

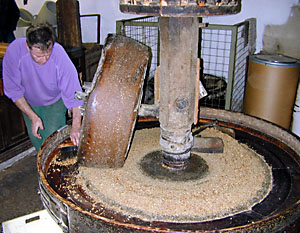
Quetschen von Walnüssen im Kollergang

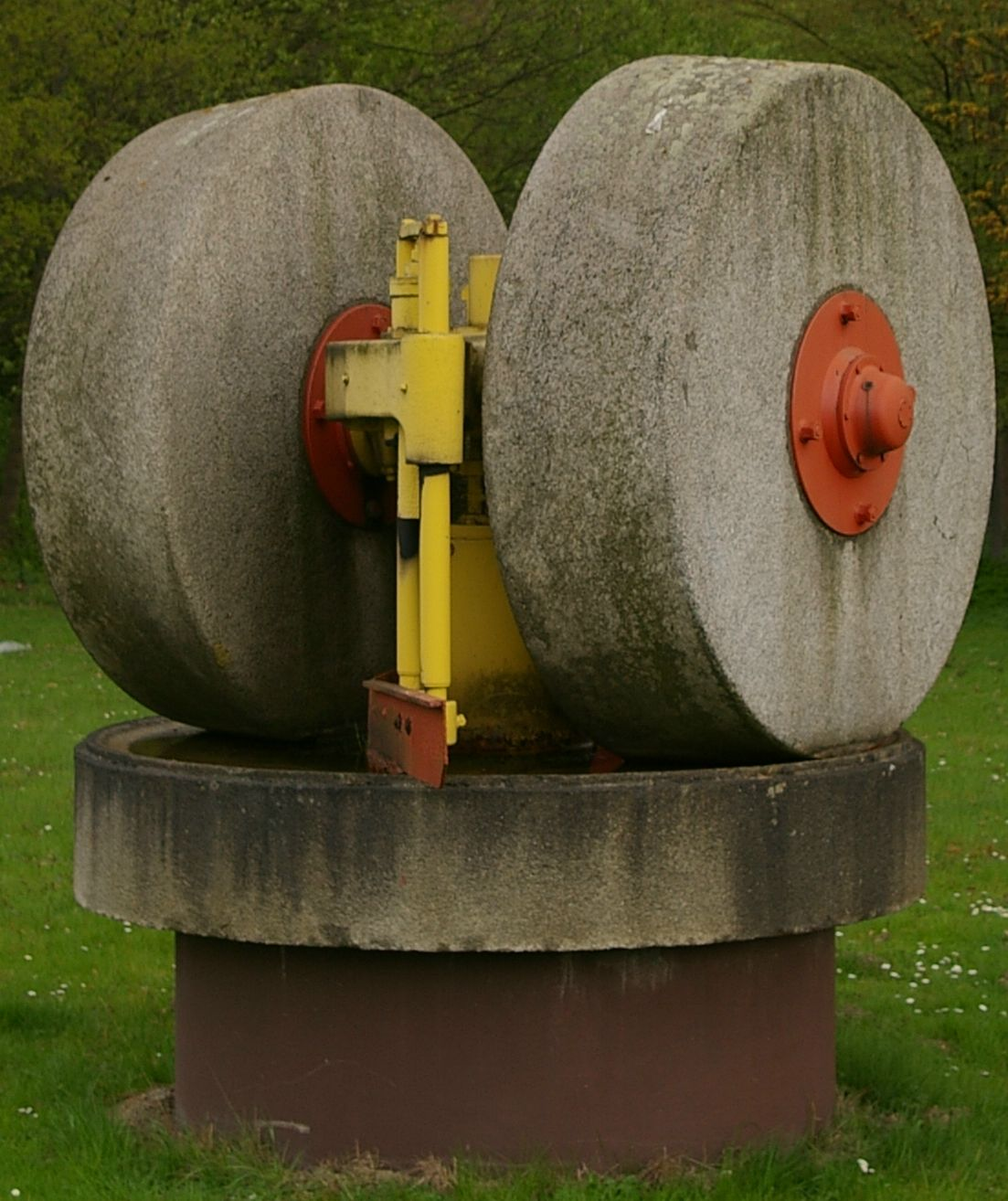
Innereien einer alten Rollenmühle

Der Kollergang ist ein Mahlwerk zum Zerkleinern und zum Mischen von Steinen, Erzen, Papierrohstoffen oder Lebensmitteln. Ein bis zwei aufrecht stehende schwere Scheiben, die sogenannten Läufer, drehen sich auf einer Bodenplatte um eine senkrechte Achse und zermahlen so den Inhalt. Kollergänge eignen sich zum Mahlen von klebrigen, nassen, feuchten oder trockenen Materialien.

## Beschreibung
Läufer und Bodenplatte des Kollergangs bestehen oftmals aus Stein, ansonsten beispielsweise auch aus Hartguss. Schaber oder Leitbleche dienen dazu, das Mahlgut zu verteilen und zu einem Ablauf zu transportieren, über dem ein Sieb angebracht ist, über dessen Lochgröße sich der Mahlgrad des ablaufenden Mahlguts beeinflussen lässt. Es ist nicht unbedingt so, dass der Mahlteller fest steht und die Läufer sich im Kreis drehen, sondern es gibt auch Modelle, bei denen die Läufer fest lagern und der Trog sich dreht.
Die Kraft, die auf das Mahlgut wirkt, ist nicht nur die Gewichtskraft der Läufer, sondern es entsteht eine zusätzliche Kraft durch deren Präzessionstendenz, siehe Kurvenkreisel. Wenn die Läufer auf der Bodenplatte sauber abrollen sollen, müssen sie Kegel sein, deren Spitzen sich in der senkrechten Achse treffen. Ist das nicht gewollt, sind die Kegel flacher ausgeführt oder die Kegelspitzen zeigen nach außen. Es entsteht dadurch beim Rollen eine Relativbewegung zwischen Läufer und Bodenplatte, sodass das Mahlgut nicht nur zerdrückt, sondern auch zerrieben wird.
Ein Kollergang arbeitet normalerweise absatzweise, das heißt das Mahlgut wird in den leeren Kollergang gegeben, gemahlen und anschließend bei stillstehenden Läufern entfernt, bevor die Maschine erneut beschickt werden kann. Aufgrund dieses diskontinuierlichen Vorgehens wurde der Kollergang im Laufe der Zeit durch den kontinuierlich arbeitenden Walzenstuhl abgelöst. Bei manchen Prozessen jedoch erlaubt der Kollergang einen kontinuierlichen Ablauf und ist daher noch Stand der Technik, etwa bei Pelletierpressen.
- In der Produktion von Schokolade gehörten Kollergänge, hier auch als Melangeure bezeichnet, zu den frühesten industriell verwendeten Maschinen. Sie hatten Läufer und Bodenplatten aus Granit oder Eisen, Fassungsvermögen von 100–500 kg, waren beheizbar und dienten der Herstellung der Schokoladenmasse durch Vermischen und zumindest grobes Zerkleinern der Grundbestandteile, im Wesentlichen Kakaokerne, Kakaobutter, Zucker und bei Milchschokolade außerdem Milchprodukte wie etwa Milchpulver. Aufgrund der Zerkleinerungswirkung kann der Melangeur auch Kakao-Kernbruch und Kristallzucker verarbeiten, im Gegensatz zu anderen Mischvorrichtungen, die nur bereits gemahlene Kakaomasse und Puderzucker erlauben. Wegen ihrer geringen Kapazität, ihres hohen Energiebedarfs und der aufwendigen Bedienung sind Melangeure in der Schokoladenindustrie durch andere Mischvorrichtungen ersetzt worden.[3]

- In den alten Ölmühlen hat der Kollergang Nüsse gequetscht, um Pflanzenöle für Öllampen und Speisen zu gewinnen. In den Ölmühlen bestehen Läufer und Bodenplatte aus monolithischem Granit.
- In historischen Papiermühlen sind die Fasern mit einem Kollergang gelöst worden. Auch in industrieller Zeit wurden anfangs Kollergänge bei der Papierproduktion zur Zerfaserung von Altpapier[4] oder Holzschliff- oder Zellstoffplatten eingesetzt. Heute verwendet man hierzu meist einen Pulper.

Der Kollergang ist in modernen Produktionsstätten kaum mehr anzutreffen, da große teure Steine benötigt werden. Im Kollergang besteht auch die Tendenz, dass ein Teil des Mahlgutes weggeschleudert wird. Daher werden heute meist Walzenstühle eingesetzt. Der einzige in der Schweiz noch betriebene Kollergang steht bei der Sax-Farben in Urdorf.
In der Keramikherstellung findet man heute auch noch Kollergänge, insbesondere für Baukeramik. Bei der Ziegelproduktion werden Kollerwalzen mit bis zu 25 Tonnen Gewicht eingesetzt. In der Zementproduktion finden sich für die Vermahlung des Rohmaterials (Kalkstein) Rollenmühlen, die eine kinematische Umkehrung des Kollergangs darstellen: die Platte, der sogenannte Mahlteller, dreht sich auf einem Getriebe unter den Mahlrollen, die teils ein Gewicht bis zu 80 Tonnen aufweisen (als Rollenpaar mit innerer und äußerer Laufrolle) und zusätzlich hydraulisch mit weiteren 200 Tonnen angepresst werden. Diese Kollergang-Umkehrungen werden kontinuierlich betrieben: das Rohmaterial wird kontinuierlich in die Mahltellermitte aufgegeben; genügend fein vermahlenes Gut (Rohmehl für den Ofenprozess) wird durch Luftzug mittels Windsichter hochgefördert.